# Relações entre Etiópia e Rússia
As relações entre Etiópia e Rússia (em russo:  Российско-эфиопские отношения) referem-se as relações entre os dois países, a Etiópia e a Rússia. A Rússia tem atualmente uma embaixada em Addis Abeba e a Etiópia tem uma embaixada em Moscou. O embaixador da Etiópia na Rússia também está credenciado na Armênia, Azerbaijão, Bielorrússia, Geórgia, Cazaquistão, Quirguistão, Moldávia, Tajiquistão, Turquemenistão, Ucrânia e Uzbequistão.

## História imperial

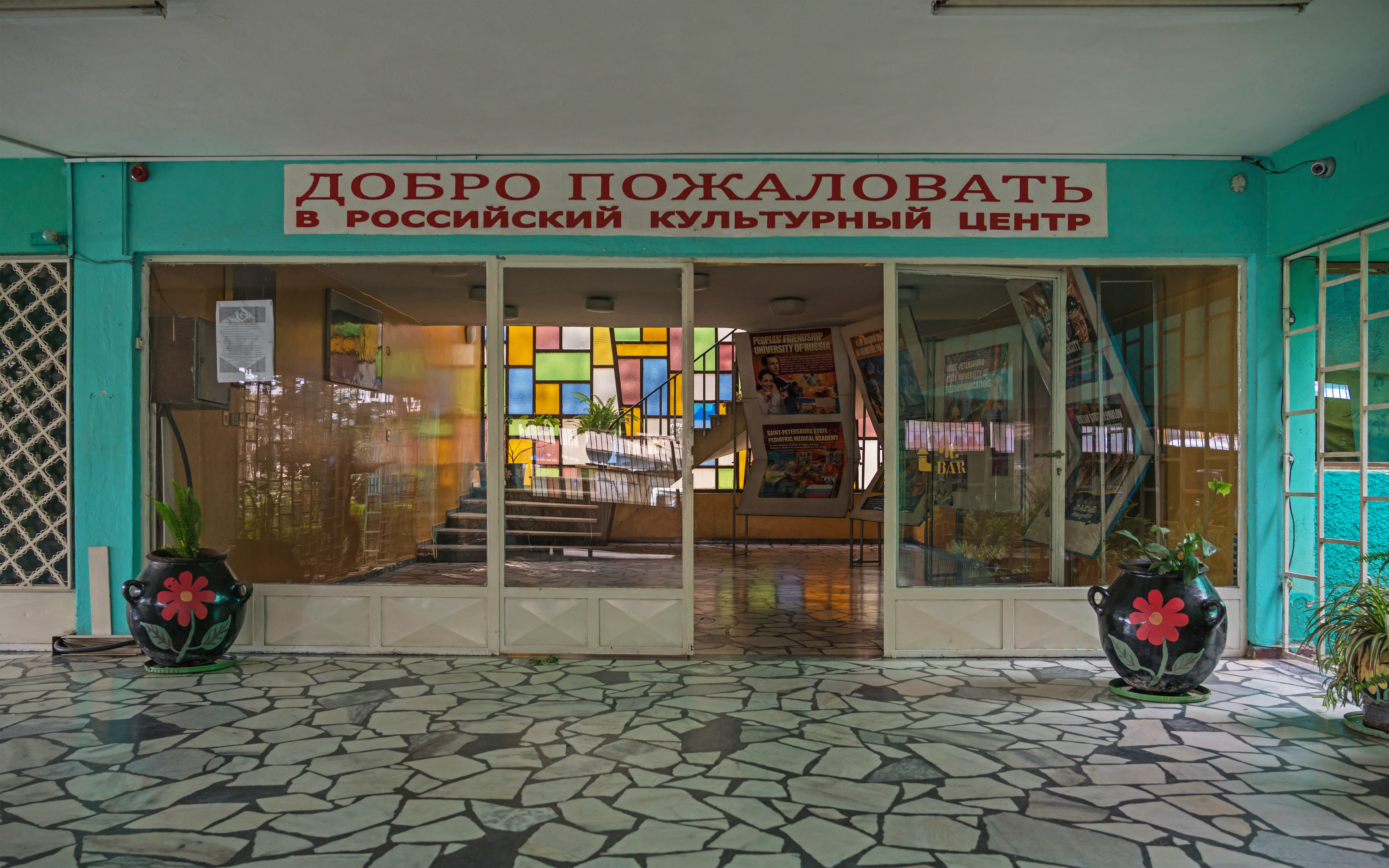
O Centro Cultural Russo em Adis Abeba

A história dessa relação tem suas origens no século XIX. Os primeiros passos da Rússia no Chifre da África foram dados por um aventureiro cossaco chamado N.I. Ashinov, que tentou estabelecer uma "Nova Moscou" na cidade costeira de Sagallo no atual Djibuti. Este assentamento de curta duração chegou ao fim em fevereiro de 1889, quando as autoridades francesas retiraram os 175 colonos russos.  Embora Ashniov nunca tivesse mais do que um brando apoio do Csar russo, uma delegação liderada por V.F. Mashkov para o Imperador Menelik II em outubro de 1889 seria oficial. Mashkov discutiu vendas de armas para a Etiópia com o imperador etíope e ao retornar à Rússia foi decorado pelo czar. Mashkov fez uma segunda visita à Etiópia no início de 1891 sob o patrocínio da Sociedade Geográfica da Rússia Imperial.  Paul Henze observa que as razões das visitas de Mashkov foram "sem dúvida políticas, porém o fato de ambos os países serem ortodoxos encorajou atitudes favoráveis de ambos os lados". 
A Rússia forneceu a artilharia de montanha que o exército etíope usou na Batalha de Adwa em 1895.  A União Soviética era uma de somente cinco nações que recusaram reconhecer a ocupação italiana da Etiópia. As relações diplomáticas oficiais entre os dois países foram estabelecidas em 21 de abril de 1943. 

## Revolução de 1974
A Etiópia estabeleceu relações amistosas com a União Soviética após a revolta de 1974 que forçou o imperador Haile Selassie a ceder o poder a uma junta militar chamada Derg ("Comitê" em Ge'ez).  Apesar da implementação de uma série de reformas socioeconômicas radicais, Moscou demorou a adotar o novo regime por várias razões.  Primeiramente, o Derg prosseguiu com a política do antigo regime de compra de armas dos Estados Unidos. Em segundo lugar, a União Soviética estava relutante em prejudicar o seu crescente relacionamento com a Somália, o inimigo tradicional da Etiópia. Terceiro, um segmento significativo da liderança soviética estava cética em relação às credenciais revolucionárias dos Derg, visto que Moscou percebia um número significativo de seus membros como pró-ocidentais.
O apoio soviético ao Derg aumentaria quando o Major Mengistu Haile Mariam emergiu como seu membro mais poderoso.  Em 1975, o primeiro grupo de oficiais do regime viajou para a União Soviética para treinamento ideológico, incluindo o tenente-coronel Fire-Selassie Wogderess, que mais tarde se tornaria o segundo no comando de Mengistu.  Os meios soviéticos publicaram retratos positivos do Derg e de Mengistu em particular.  Após a execução do rival Mengistu, o Major Sisal Habte, o apoio soviético ao regime cresceu substancialmente, começando com um contrato secreto de armas de  $100 milhões em dezembro de 1976. Em maio de 1977, Mengistu viajou a Moscou para assinar uma "Declaração sobre os Princípios das Relações de Amizade e Cooperação" e para concluir um segundo acordo de armas no valor de cerca de $ 385 milhões. 

## Guerra de Ogaden
O abraço público de Moscou a Mengistu afetou o regime de Siad Barre na Somália, que preocupou-se a com as implicações das relações soviético-etíopes amigáveis na sua própria aliança com a União Soviética. Depois de rejeitar uma proposta soviética para uma confederação marxista-leninista de quatro nações, o governo somali lançou uma ofensiva em julho de 1977 com a intenção de capturar a região etíope de Ogaden, dando inicio a Guerra de Ogaden. Parecendo estar à beira da vitória depois de ganhar o controle de 90% da área, os etíopes lançaram uma contra-ofensiva com a ajuda de armas soviéticas recém-chegadas e uma brigada sul-iemenita. Enfurecido pelo apoio soviético aos etíopes, a Somália anulou seu tratado com a União Soviética e expulsou todos os conselheiros soviéticos do país.  Consequentemente, a União Soviética orquestrou um transporte maciço de armamentos, tropas de combate cubanas e conselheiros militares soviéticos para a Etiópia. Em março de 1978, as forças somalis foram expulsas do Ogaden.

## 1978-1985
Após a Guerra de Ogaden, a União Soviética reforçou seus laços com a Etiópia. Moscou forneceu ao Derg mais de $11 bilhões em ajuda militar, levando à criação do maior exército da África subsaariana.  O apoio soviético foi fundamental na contínua repressão dos separatistas eritreus e tigreus.  A União Soviética estabeleceu bases navais, aéreas e terrestres na Etiópia, nomeadamente instalações para voos de reconhecimento naval em Asmara.  Politicamente, a União Soviética pressionava Mengistu a desenvolver um regime "nacional-democrático", na linha dos países da Europa Oriental.  Isso foi algo que ele fez com relutância, visto que o Partido dos Trabalhadores da Etiópia só foi estabelecido em 1984. Economicamente, os soviéticos forneceram créditos limitados para desenvolver indústrias básicas, como utilitários. Um número significativo de profissionais soviéticos, como médicos e engenheiros, também viajaram para a Etiópia.

## "Novo Pensamento" soviético
A política soviética em relação à Etiópia permaneceu relativamente inalterada até a ascensão de Mikhail Gorbachev ao Secretário-Geral do Partido Comunista da União Soviética em 1985. O novo líder soviético procurou reduzir as tensões Leste-Oeste ao buscar reformas políticas e econômicas domésticas.  Para este fim, Gorbachev pediu "apenas solução política para crise internacional e conflitos regionais" no 27º Congresso do Partido Comunista em março de 1986.  Os intelectuais soviéticos começaram a questionar o apoio de Moscou a líderes socialistas que não possuíam apoio popular.  A desideologização de Gorbachev das relações externas soviéticas levou muitos observadores soviéticos a considerarem Mengistu menos como líder de uma vanguarda leninista e mais como um ditador ineficaz lutando para manter o poder às custas de Moscou.
Os sinais do "novo pensamento" de Gorbachev foram evidentes nas relações etíopes já em 1986, quando os soviéticos pressionaram Mengistu a concordar com as conversas presenciais com Said Barre da Somália que resultariam na assinatura de acordos de paz em 1988.  Similarmente, Moscou indicou a Mengistu que o acordo de armas alcançado em novembro de 1987 seria o último de seu tipo.  Apesar da insistência de conselheiros soviéticos, Mengistu resistiu à implementação de reformas políticas e econômicas e proibiu a discussão da perestroika e glasnost na mídia etíope.  Não seria até o colapso dos regimes comunistas de linha dura na Europa Oriental no final de 1989 que Mengistu proporia liberalização econômica limitada.
Ao mesmo tempo que Mengistu resistia às reformas, os insurretos eritreus e tigreanos colocavam o regime em uma posição cada vez mais tênue. A partir de meados de 1989, Moscou começou a reduzir as entregas de armas e aconselhou Mengistu a buscar uma solução negociada. Em julho de 1989, o chefe do Departamento Africano do Ministério das Relações Exteriores soviético, Yuri Yukalov, reuniu-se com representantes eritreus em Londres na tentativa de promover o processo de paz. Em setembro de 1989, o vice-ministro soviético da Defesa, General V. Varennikov, enviou uma mensagem a Mengistu de Gorbachev, confirmando a decisão de Moscou de pôr fim à ajuda militar à Etiópia. No início de 1990, a União Soviética procurou promover o seu desengajamento da Etiópia ao acolher a entrada dos Estados Unidos no processo diplomático. Isso incluiu a mediação entre o regime e a Frente de Libertação do Povo Eritreu pelo Secretário de Estado Assistente para os Assuntos Africanos Herman Jay Cohen. Essas negociações desmoronaram quando os insurgentes etíopes, sob o agrupamento guarda-chuva conhecido como Frente Democrática Revolucionária do Povo Etíope, assumiram o poder em maio de 1991 e forçaram Mengistu ao exílio no Zimbábue.